# لوتا
خائیمه مارتین جیمز (اسپانیایی: Jaime Martín James‎؛ زادهٔ ۲۲ ژوئن ۱۹۹۴) مشهور به لوتا (اسپانیایی: LOUTA‎) موسیقی‌دان، خواننده، ترانه‌پرداز، تهیه‌کننده، دی‌جی و بازیگر اهل آرژانتین است. وی از سال ۲۰۱۶ میلادی تاکنون مشغول فعالیت بوده است و تا کنون ۳ آلبوم استودیویی منتشر کرده که بابت یکی از آنها در سال ۲۰۲۰، نامزدِ دریافتِ جایزه گرمی لاتین شد.
از فیلم‌هایی که وی در آن‌ها نقش داشته است، می‌توان به انجمن برف اشاره نمود.